# Rivière des Envies
Rivière des Envies är ett vattendrag i Kanada.   Det ligger i provinsen Québec, i den sydöstra delen av landet, 290 km nordost om huvudstaden Ottawa.
I omgivningarna runt Rivière des Envies växer i huvudsak blandskog. Runt Rivière des Envies är det glesbefolkat, med 10 invånare per kvadratkilometer.